# Bahnstrecke Udine–San Daniele
| Zug der Schmalspurbahn mit Akkumulatortriebwagen |                     |                                                                           |                                                                           |
| Bahnstrecke mit der nie eröffneten Verlängerung nach Pinzano |                     |                                                                           |                                                                           |
| Streckenlänge: | 28,671 km           |                                                                           |                                                                           |
| Spurweite: | 1000 mm (Meterspur) |                                                                           |                                                                           |
| Maximale Neigung: | 20 ‰                |                                                                           |                                                                           |
| Minimaler Radius: | 40 m                |                                                                           |                                                                           |
| |                     |                                                                           |                                                                           |
| \| \| \| Bahnstrecke Venedig–Udine v. Triest u. Villach \| \| \| \| 0,0 \| Udine \| Udine \| \| \| \| \| \| \| \| \| Bahnstrecke Venedig–Udine nach Venedig und zur Pontafelbahn nach Tarvisio \| \| \| \| \| \| \| \| \| 1 \| Porta Grazzano \| Porta Grazzano \| \| \| 2 \| Porta Venezia \| Porta Venezia \| \| \| 2 \| Porta Villalta \| Porta Villalta \| \| \| 3 \| Udine Porta Gemona \| Udine Porta Gemona \| \| \| \| Bahnstrecke Tranvia Udine–Tarcento \| \| \| \| 4 \| Chiavris \| Chiavris \| \| \| 7 \| Rizzi-Colugna \| Rizzi-Colugna \| \| \| 8 \| Cotonificio Cormor \| Cotonificio Cormor \| \| \| 9 \| Plaino \| Plaino \| \| \| 10 \| Torreano di Martignacco \| Torreano di Martignacco \| \| \| 11 \| Ceresetto-Santa Margherita \| Ceresetto-Santa Margherita \| \| \| 13 \| Martignacco \| Martignacco \| \| \| 15 \| Villalta \| Villalta \| \| \| 16 \| Ciconicco \| Ciconicco \| \| \| 18 \| Fagagna \| Fagagna \| \| \| 20 \| Madrisio \| Madrisio \| \| \| 21 \| Coseano-San Vito di Fagagna \| Coseano-San Vito di Fagagna \| \| \| 23 \| Rivotta \| Rivotta \| \| \| \| Canale Ledra \| \| \| \| \| Canale Ledra \| \| \| \| \| Corno (Fluss) \| \| \| \| 26,0 \| Giavons \| Giavons \| \| \| 28,7 \| San Daniele del Friuli \| San Daniele del Friuli \| |                     |                                                                           |                                                                           |
| |                     | Bahnstrecke Venedig–Udine v. Triest u. Villach                            |                                                                           |
| Kopfbahnhof Streckenanfang · Bahnhof | 0,0                 | Udine                                                                     | Udine                                                                     |
| |                     |                                                                           |                                                                           |
| Strecke · Strecke nach links |                     | Bahnstrecke Venedig–Udine nach Venedig und zur Pontafelbahn nach Tarvisio | Bahnstrecke Venedig–Udine nach Venedig und zur Pontafelbahn nach Tarvisio |
| |                     |                                                                           |                                                                           |
| Haltepunkt / Haltestelle (Strecke außer Betrieb) | 1                   | Porta Grazzano                                                            | Porta Grazzano                                                            |
| Haltepunkt / Haltestelle (Strecke außer Betrieb) | 2                   | Porta Venezia                                                             | Porta Venezia                                                             |
| Haltepunkt / Haltestelle (Strecke außer Betrieb) | 2                   | Porta Villalta                                                            | Porta Villalta                                                            |
| Bahnhof (Strecke außer Betrieb) | 3                   | Udine Porta Gemona                                                        | Udine Porta Gemona                                                        |
| Abzweig geradeaus und nach rechts (Strecke außer Betrieb) |                     | Bahnstrecke Tranvia Udine–Tarcento                                        | Bahnstrecke Tranvia Udine–Tarcento                                        |
| Haltepunkt / Haltestelle (Strecke außer Betrieb) | 4                   | Chiavris                                                                  | Chiavris                                                                  |
| Haltepunkt / Haltestelle (Strecke außer Betrieb) | 7                   | Rizzi-Colugna                                                             | Rizzi-Colugna                                                             |
| Haltepunkt / Haltestelle (Strecke außer Betrieb) | 8                   | Cotonificio Cormor                                                        | Cotonificio Cormor                                                        |
| Haltepunkt / Haltestelle (Strecke außer Betrieb) | 9                   | Plaino                                                                    | Plaino                                                                    |
| Bahnhof (Strecke außer Betrieb) | 10                  | Torreano di Martignacco                                                   | Torreano di Martignacco                                                   |
| Haltepunkt / Haltestelle (Strecke außer Betrieb) | 11                  | Ceresetto-Santa Margherita                                                | Ceresetto-Santa Margherita                                                |
| Bahnhof (Strecke außer Betrieb) | 13                  | Martignacco                                                               | Martignacco                                                               |
| Haltepunkt / Haltestelle (Strecke außer Betrieb) | 15                  | Villalta                                                                  | Villalta                                                                  |
| Haltepunkt / Haltestelle (Strecke außer Betrieb) | 16                  | Ciconicco                                                                 | Ciconicco                                                                 |
| Bahnhof (Strecke außer Betrieb) | 18                  | Fagagna                                                                   | Fagagna                                                                   |
| Haltepunkt / Haltestelle (Strecke außer Betrieb) | 20                  | Madrisio                                                                  | Madrisio                                                                  |
| Haltepunkt / Haltestelle (Strecke außer Betrieb) | 21                  | Coseano-San Vito di Fagagna                                               | Coseano-San Vito di Fagagna                                               |
| Bahnhof (Strecke außer Betrieb) | 23                  | Rivotta                                                                   | Rivotta                                                                   |
| Brücke über Wasserlauf (Strecke außer Betrieb) |                     | Canale Ledra                                                              | Canale Ledra                                                              |
| Haltepunkt / Haltestelle (Strecke außer Betrieb) |                     | Canale Ledra                                                              | Canale Ledra                                                              |
| Brücke über Wasserlauf (Strecke außer Betrieb) |                     | Corno (Fluss)                                                             | Corno (Fluss)                                                             |
| Haltepunkt / Haltestelle (Strecke außer Betrieb) | 26,0                | Giavons                                                                   | Giavons                                                                   |
| Kopfbahnhof Streckenende (Strecke außer Betrieb) | 28,7                | San Daniele del Friuli                                                    | San Daniele del Friuli                                                    |

Die Bahnstrecke Udine–San Daniele war eine im 19. Jahrhundert errichtete, meterspurige Schmalspurbahn. Sie verband zwischen 1889 und 1955 San Daniele del Friuli mit der Provinzhauptstadt Udine. Die Strecke wurde in Italien aufgrund ihrer teilweise straßenbahnähnlichen Charakteristik als Tranvia Udine–San Daniele, also als Straßenbahn Udine–San Daniele, bezeichnet. Die erst 1915 eröffnete elektrische Tranvia Udine–Tarcento benützte auf den ersten drei Kilometern die Strecke der Bahn Udine–San Daniele mit.

## Geschichte
Der deutsch-norwegisch-österreichische Geschäftsmann Karl Neufeldt, Hauptaktionär der Eisenwerke von Udine mit Erfahrung im Eisenbahnwesen, erstellte den Entwurf in Zusammenarbeit mit Ingenieur Giovanni Stampetta.
Dieses Projekt wurde am 26. Juli 1888 von der Provinz und den betroffenen Gemeinden genehmigt. Die Anlage wurde bereits im folgenden Jahr, am 29. September 1889, in Betrieb genommen. Anfangs von Neufeldt selbst betrieben, ging die Straßenbahn im Jahr 1906 an die Società Veneta (SV) über, die bereits mehrere Bahnen in der Region betrieb. Bald plante die SV eine Verlängerung der Strecke bis nach Pinzano al Tagliamento. Diese wurde jedoch trotz bereits erfolgter Vorarbeiten mit der neuen Ponte di Pinzano Tagliamento nicht realisiert.
Nach dem Ende des Ersten Weltkriegs mit schweren Verlusten an Fahrzeugen und dem Risiko der Stilllegung infolge des Bedarfs an wiederverwendbarem Material für den Bau der Dolomitenbahn wurde der Betrieb unter Verwendung von gebrauchten Straßenbahnlokomotiven wieder aufgenommen. Zwischen 1920 und 1932 wurden, auch um der Arbeitslosigkeit mit dem Bau öffentlicher Projekte entgegenzuwirken, die Bauarbeiten für die erhoffte Verlängerung nach Pinzano aufgenommen. Ziel war es, die Strecke über die für Straßenbahngleise vorbereitete Brücke über den Fluss Tagliamento bis Pinzano zu verlängern, um dort eine Verbindung zur damals in Bau befindlichen Bahnstrecke Gemona del Friuli–Sacile zu erreichen. Das Projekt wurde jedoch aufgegeben, obwohl die Arbeiten bereits weit fortgeschritten waren. Im Jahr 1924 trat der aus Udine stammende Ingenieur Giacomo Cantoni die Nachfolge der Società Veneta in der Betriebsführung der Strecke an. Cantoni führte eine Erneuerung des Rollmaterials durch, um die Fahrzeiten der Züge zu verkürzen.
Cantonis Betriebsführung ging im Jahr 1940 auf die Società Anonima Trasporti Interurbani (SATI) über.
Im Jahr 1946 wurde der Abschnitt im Stadtgebiet von Udine stillgelegt. Damit gingen die Anschlussmöglichkeiten im Bahnhof Udine verloren. Das Verkehrsaufkommen wurde stark beeinträchtigt. Im Jahr 1947 wurde eine Straßenbahn geplant, die die Gemeinde Buia mit der von San Daniele verbinden sollte, dieses Projekt wurde jedoch nie realisiert. Mittlerweile in ihrer Funktionalität und ihren Betriebskosten ernsthaft beeinträchtigt, wechselte die Strecke erneut den Betreiber und ging im Jahr 1950 direkt in die Verantwortung der Provinz Udine über.
Die kürzere Fahrzeit des parallel dazu eingerichteten Autobusverkehrs führte angesichts der veralteten Fahrzeuge der Straßenbahn und der fehlenden Bereitschaft, in die notwendige Erneuerung von Material und Anlagen zu investieren, in kurzer Zeit zur Stilllegung der Strecke. Diese wurde am 31. Oktober 1955 eingestellt.

## Strecke

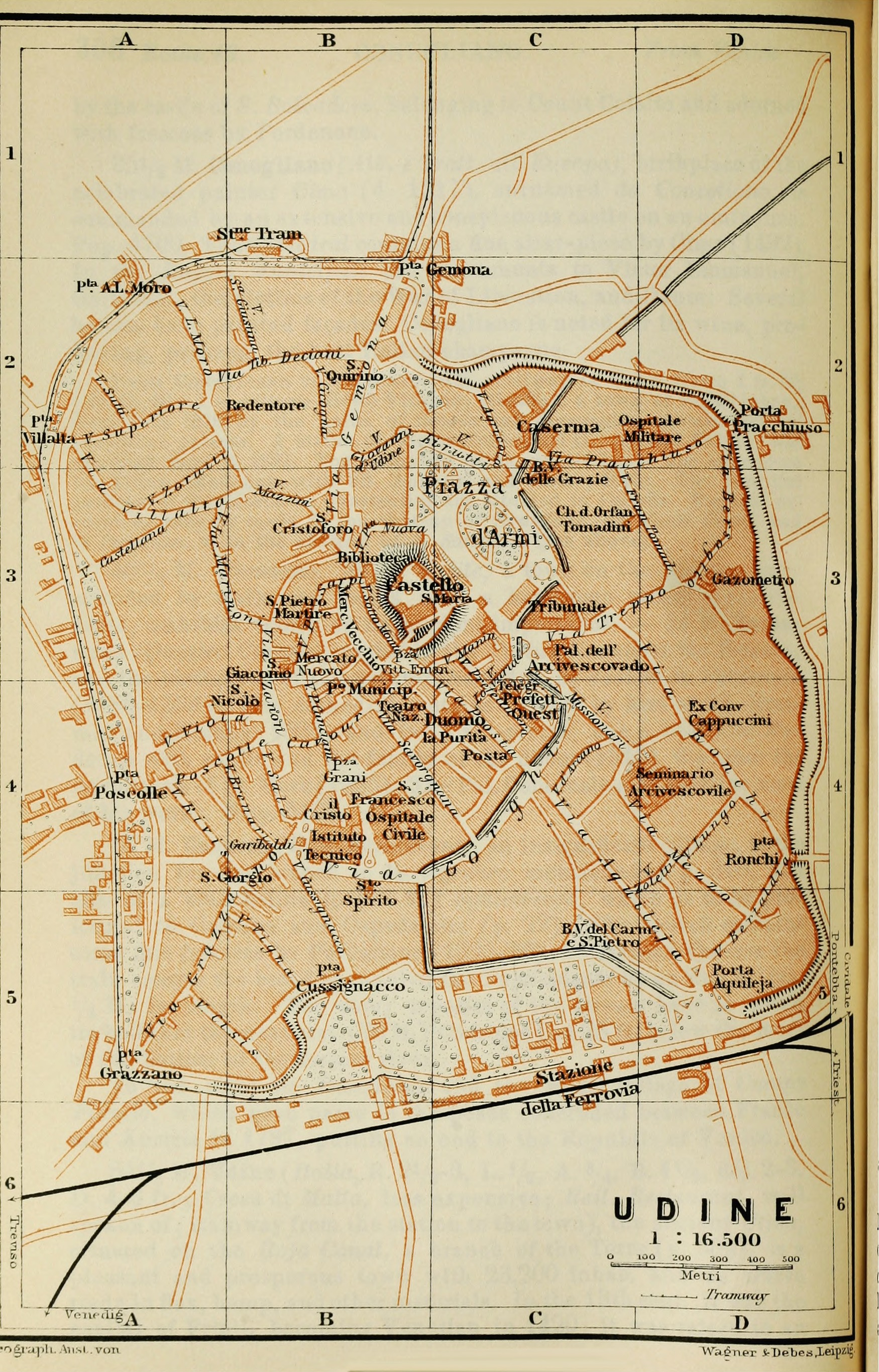
Am Stadtplan von Udine von 1893 ist die Schmalspurbahn nach San Daniele ersichtlich. Sie nimmt ihren Ausgang am südlich gelegenen Normalspurbahnhof und führt halbkreisförmig am Westen der Stadt vorbei bis zur Porta Gemona im Norden.

Die mit Schienen von 16,6 kg/m ausgestattete Bahnstrecke wies Kurvenradien bis hinunter zu 30 Metern auf. In der Literatur findet sich aber auch ein Mindestradius von 40 Metern.
Der Abschnitt von Udine nach Martignacco wies maximale Steigungen von 20 Promille auf, während am zweiten Teil der Strecke bis San Daniele Steigungen von bis zu 25 Promille zu bewältigen waren.
Den städtischen Endpunkt in der Nähe des Bahnhofs verlassend, folgte die Trasse der ehemaligen Stadtmauer bis zum heutigen Piazzale Osoppo, wo sich der Straßenbahnhof Udine Porta Gemona, auch Udine Nord genannt, befand. Einige Haltestellen innerhalb des Stadtgebietes ermöglichten in Udine einen regelrechten städtischen Verkehr bis zum Bahnhof Udine Porta Gemona: Die Strecke Bahnhof – Piazza Vittorio Emanuele – Porta Venezia existierte seit dem 30. März 1887 als erster Abschnitt der Anlage von städtischen Straßenbahnen, die später von der Società Friulana di Elettricità betrieben wurden. Das bis Udine Porta Gemona errichtete Gleis wurde später nicht nur von den städtischen Straßenbahnen, sondern auch von den Zügen derselben Gesellschaft genutzt, die die Bahnstrecke Udine–Tricesimo–Tarcento befuhren.
Eine Ende der 1930er Jahre vorgenommene Trassenänderung führte im Stadtgebiet von Udine zu einer anderen Streckenführung nach San Daniele. Die Straßenbahn folgte teilweise der Trasse der heutigen Provinzstraßen 88, 10, 5 und 66; entlang der Strecke bis San Daniele gelangte sie zu den Ortschaften Torreano di Martignacco, Martignacco und Fagagna, die jeweils über Bahnhöfe mit drei Gleisen verfügten; ein weiterer Zwischenbahnhof, Rivotta, war nur mit einem Begegnungsgleis ausgestattet.

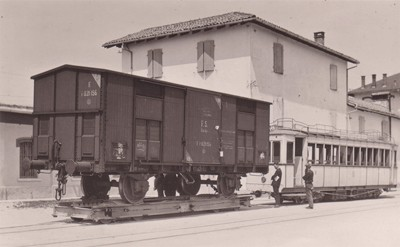
Zweiachsiger Güterwagen auf Rollwagen, gezogen von einem Akkumulatortriebwagen

## Verkehr

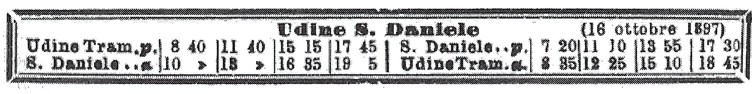
Dampfbetrieb: Der Fahrplan vom Jahr 1897 zeigt vier Zugpaare und eine Fahrzeit von etwa 80 Minuten

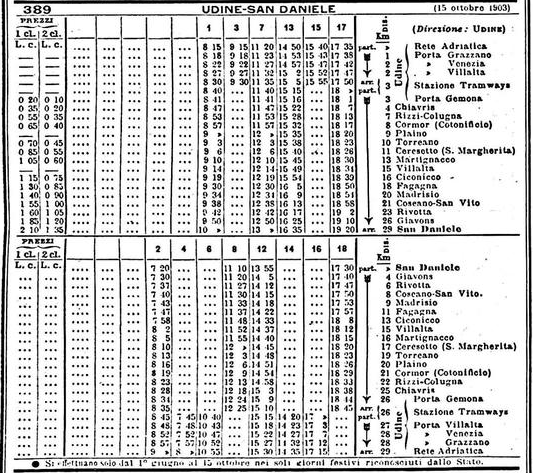
Orario 1903: Ein nur innerstädtisches Zugspaar. Vier Zugspaare bis San Daniele

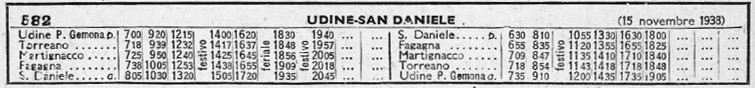
Elektrischer Betrieb: 1933 wurden sieben Zugpaare mit einer Fahrzeit von etwa 55 Minuten angeboten

Angebot und Fahrtdauer unterschieden sich in der Dampfära und beim batterieelektrischen Betrieb wesentlich voneinander. In der Dampfzeit waren die Fahrzeiten länger und das Angebot deutlich geringer.
Siehe dazu die Fahrplanbilder aus den Jahren 1897, 1903 und 1933.
Für den Güterverkehr wurden Rollwagen verwendet. Zu den angeschlossenen Industriezentren gehörte die Cotonificio Cormor, das 1884 von der Anonima Cotonificio Udinese errichtet wurde und über eine eigene Haltestelle verfügte.

## Bezug zu Österreich
Die ersten Lokomotiven wurden aus Österreich bezogen, obwohl die Region Friaul nach dem Übergang von der Habsburgermonarchie zum Italienischen Königreich kaum mehr Wirtschaftsbeziehungen zum ehemaligen Mutterland unterhielt. In der Literatur wird erwähnt, dass die Bauten "im österreichischen Stil" errichtet worden seien. Ein Zusammenhang mit der österreichischen Herkunft von Karl Neufeldt liegt nahe, ist aber aus den Quellen noch nicht ersichtlich.
Ein weiterer Österreichbezug besteht darin, dass die Österreicher im Ersten Weltkrieg nach erheblichen Geländegewinnen nach der für sie erfolgreichen Zwölften Isonzoschlacht Material der Schmalspurbahn für den Bau der Dolomitenbahn requiriert hatten – diese wurde damals als österreichisch-ungarische Heeresfeldbahn gebaut und betrieben.

## Fahrzeuge

### Dampfbetrieb
Für den Betrieb der Strecke wurden der Verwaltung Neufeldt in den Jahren 1889 und 1891 insgesamt vier Straßenbahnlokomotiven der Maschinenfabrik Sigl mit den Nummern 20 bis 23 geliefert. Diese wurden ergänzt um eine weitere, Nummer 50, die zwei Jahre zuvor von der Schweizerischen Lokomotiv- und Maschinenfabrik (SLM) gebaut worden war und wie die vorherigen drei Achsen besaß.
Das nicht angetriebene Rollmaterial bestand aus zwei- und vierachsigen Personenwagen sowie mehreren Güterwagen.
Im Jahr 1911 erweiterte die Società Veneta den Lokomotivpark um ein sechstes Exemplar, die Nummer 60, eine dreiachsige Henschel-Lokomotive.
Um die durch Beschädigung oder Requirierung durch die österreichische Armee ausgefallenen Lokomotiven zu ersetzen, wurde in der ersten Nachkriegszeit auf drei Lokomotiven zurückgegriffen, die von der ebenfalls der Società Veneta gehörenden Straßenbahn Susegana–Pieve di Soligo stammten und von den Officine Meccaniche di Saronno nach Zeichnungen und in Lizenz der Maschinenfabrik Esslingen gebaut worden waren.

### Elektrischer Betrieb ab 1924
Unter der Leitung von Giacomo Cantoni wurden drei vierachsige Wagen in elektrische Triebwagen mit Akkumulatortraktion umgebaut. Die elektrische Ausrüstung wurde von Rognini & Balbo geliefert. Diese Triebwagen konnten einen vierachsigen und auf günstigeren Streckenabschnitten zusätzlich auch einen zweiachsigen Wagen ziehen.
Diese Fahrzeuge wurden am 7. Oktober 1924 in Betrieb genommen und ermöglichten im Vergleich zum Dampfbetrieb eine deutliche Verkürzung der Fahrzeiten, auch wenn sie selbst keine herausragenden Leistungen aufwiesen, was sich in der Höchstgeschwindigkeit von 35 km/h der aus Triebwagen und Beiwagen bestehenden Züge zeigte.
Das Aufladen der Batterien erfolgte im Bahnhof Udine.

### Fahrzeugbilder

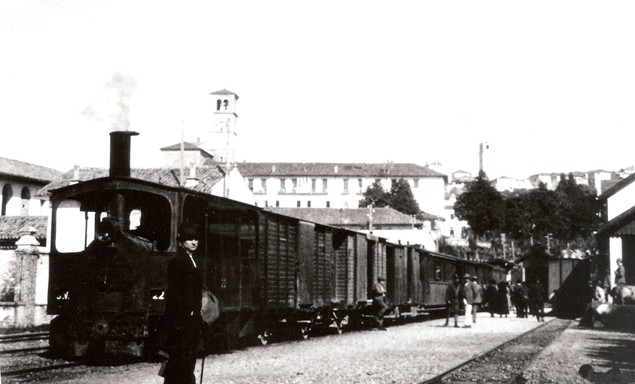
Sigl-Dampftramwaylokomotive 22
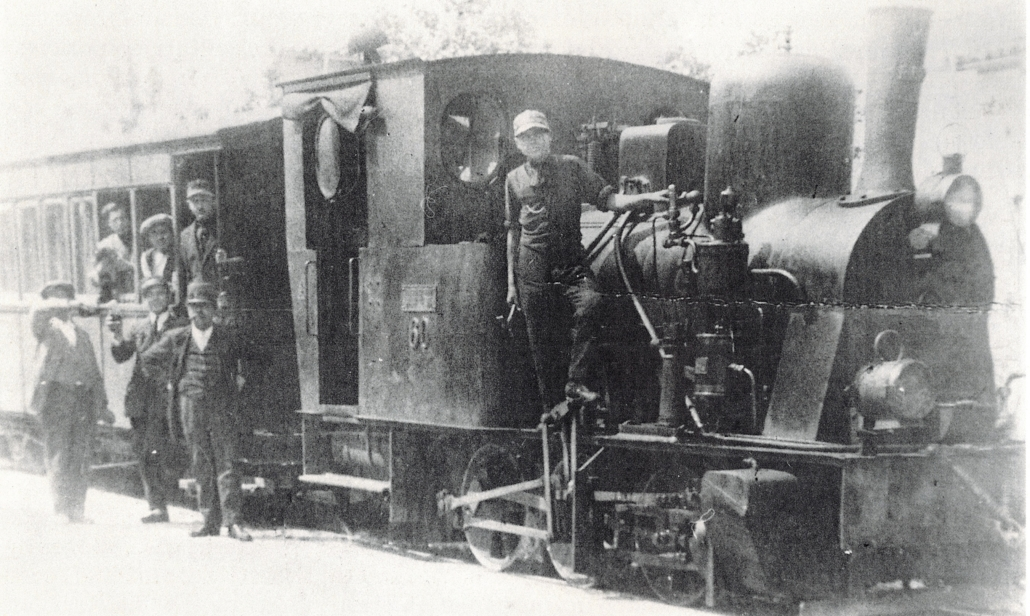
Henschel-Lokomotive 60
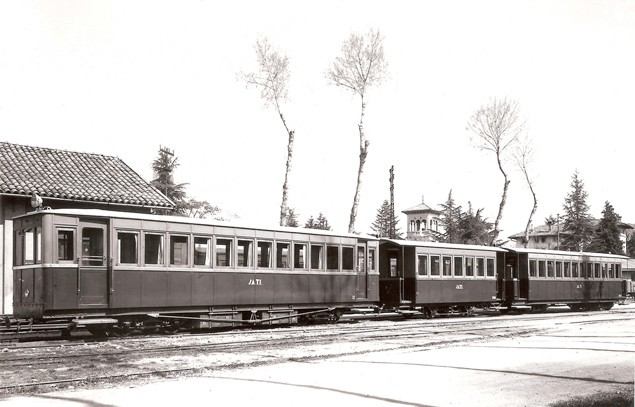
Akkutriebwagen mit Beiwagen
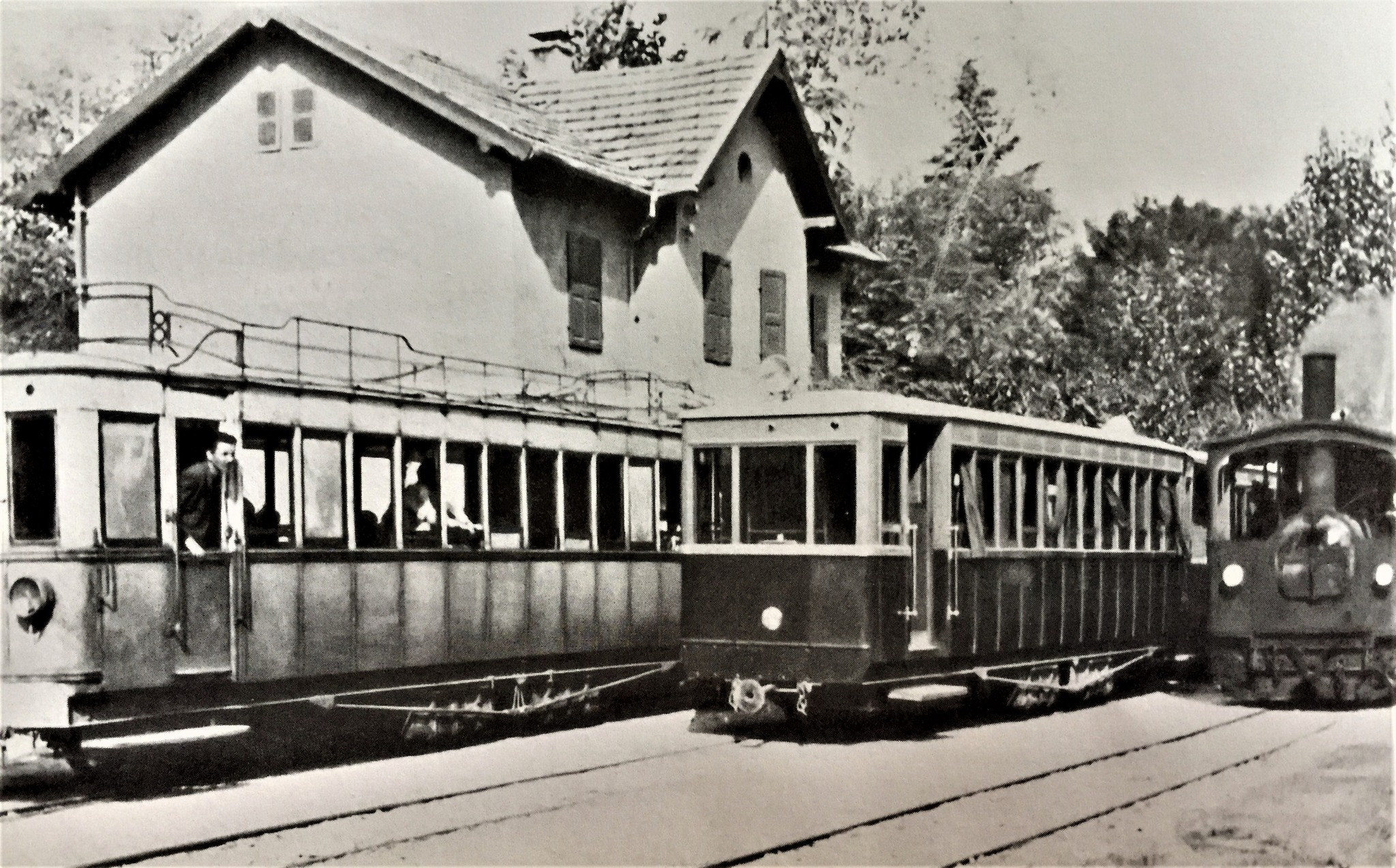
Akkutriebwagen und Dampftramwaylok. Die Beschriftung SATI zeigt, dass die Aufnahme ab 1940 entstanden ist.

### Fahrzeugliste
| Einheit             | Fabriknummer | Anschaffungsjahr | Hersteller                   | Typ                               | Leistung | Anmerkungen |
| ------------------- | ------------ | ---------------- | ---------------------------- | --------------------------------- | -------- | --- |
| 20–22 (ehemals 1–3) | 3313–3315    | 1889             | Maschinenfabrik Sigl         | 3-achsige Dampftramwaylokomotiven | 110 kW   | Außer Betrieb/verkauft bis 1918, mit Ausnahme der 21                                                              |
| 23 (ehemals 4)      | 3884         | 1891             | Maschinenfabrik Sigl         | 3-achsige Dampftramwaylokomotiven |          | |
| 50 (ehemals 301)    | 1018         | 1889             | SLM                          | 3-achsige Lokomotive              | 81 kW    | Ehemalige Compagnie des Tramways de Cherbourg Herstellerangabe: E. Laval, Lyon, für Tramways de Cherbourg "B" [F] |
| 60 (ehemals 302)    | 10692        | 1911             | Henschel & Sohn              | 3-achsige Lokomotive              | 86 kW    | Lieferangabe: S.V. – Società Veneta, für Udine-San Daniele [I] "60" "PINZANO"                                     |
| 71–73               |              | 1918             | Saronno                      | Dampflokomotiven                  |          | ex Tranvia Susegana-Pieve di Soligo (Straßenbahn Susegana–Pieve di Soligo)                                        |
| A.10-A.12           |              | 1924             | Werkstätten der Gesellschaft | Akkumulatortriebwagen             | 60 kW    | Umbaufahrzeuge |